# Gianluca Swajkowski
Gianluca Swajkowski (* 5. April 2005) ist ein deutscher Fußballspieler. Der Defensivspieler steht bei Rot-Weiss Essen unter Vertrag.

## Sportlicher Werdegang
Swajkowski spielte zwischen 2013 und 2019 in der Jugend des FC Schalke 04, anschließend wechselte er in den Nachwuchsbereich bei Rot-Weiss Essen. Dort durchlief er die Juniorenmannschaften und lief für den Klub in der B-Junioren- und A-Junioren-Bundesliga sowie im DFB-Pokal der Junioren auf. Nachdem er bereits in den Drittligaspielzeit 2023/24 zeitweise zum Spieltagskader von Christoph Dabrowski gehört hatte, wurde er mit einem bis 2026 gültigen Profivertrag ab der folgenden Spielzeit endgültig in den Drittligakader des Klubs aufgenommen. Nach einem Trainerwechsel zu Uwe Koschinat debütierte er kurz vor Weihnachten 2024 beim 2:2-Unentschieden gegen die U-23-Mannschaft des VfB Stuttgart als Einwechselspieler in der 75. Spielminute für Tom Moustier, wenige Minuten später erzielte er auf Vorlage von Leonardo Vonić die zwischenzeitliche 2:1-Führung. In den anschließenden Wochen folgten noch zwei weitere Kurzeinsätze, ehe er nach einem im Training Ende Februar zugezogenen Riss des Außenbandes mehrere Wochen ausfiel.